# Sebt Jahjouh
Sebt Jahjouh (en arabe : سبت جحجوح) est une ville du Maroc, chef-lieu et centre urbain de la commune rurale de Jahjouh, dans la province d'El Hajeb et la région de Fès-Meknès, sa population varie de 4320 environ.

## Géographie
La ville de Sebt Jahjouh est située à environ 30 km de la ville de Meknès, chef-lieu de sa région.